# Вища рада старожитностей

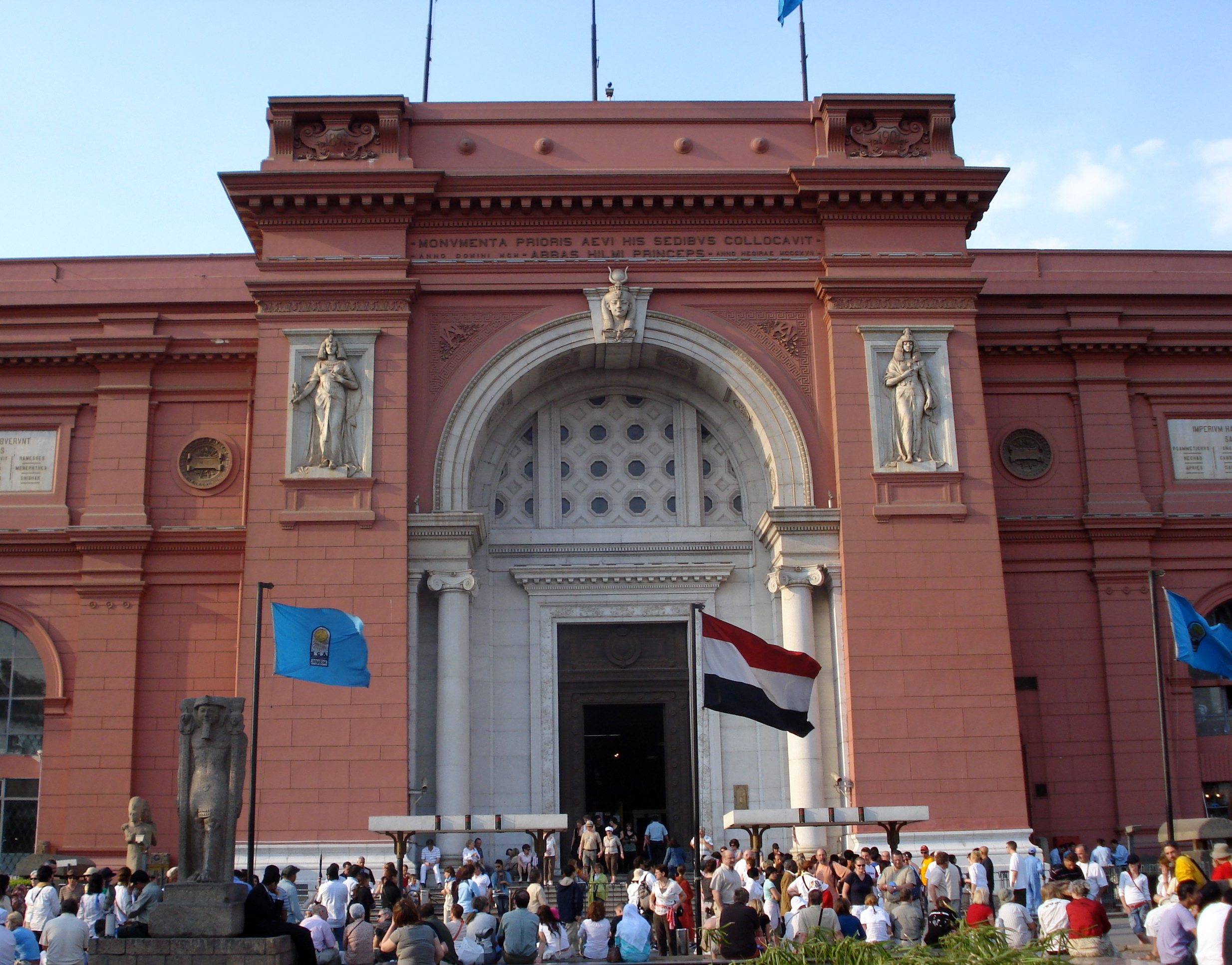

Вища Рада старожитностей   була філією Єгипетського  Міністерства культури, відповідального за збереження, захист і упорядкування всіх старожитностей і археологічних розкопок у Єгипті. Заснована в 1859 як Департамент старожитностей, потім у 1971 перейменована в Організацію Єгипетських старожитностей, Вища Рада старожитностей отримала свою назву згідно президентському указу в 1994 році. Рада  була відповідальною за визначення меж археологічних розкопок, а також була єдиним органом, якому було дозволено реставрувати або захищати єгипетські пам'ятники. Іноземні археологи, що працювали в Єгипті, були зобов'язані повідомляти про всі відкриттях і знахідки у Вищу Раду старожитностей перед їх оприлюдненням. І це дещо спірне правило призвело до того, що деякі археологи покинули Єгипет.. Рада також контролювала процес повернення старожитностей, які були вкрадені або незаконно вивезені з Єгипту, і упродовж 2002 - 2008 років відшукала 3000 артефактів. Зараз ведуться переговори з Єгипетським музеєм у Берліні про повернення бюсту Нефертіті, який, як вважає Вища Рада,  був вивезеним з країни незаконно. Раніше Вища Рада старожитностей подала запит про повернення Розетського каменя з Британського музею і Дендарського зодіаку з Лувра. 
Управління Вищою Радою старожитностей здійснювалось Адміністративною радою на чолі з міністром культури, і Генеральним секретарем. Головний офіс був  розташований у одному з районів Каїра, Замалек.
У січні 2011 року Вища Рада старожитностей стала окремим міністерством і назва була змінена на Міністерство у справах старожитностей.

## Департамент старожитностей

### Французькі керівники
- Огюст Маріетт (1858-1881)
- Гастон Масперо (1881-1886)
- Ежен Гребо (1886-1892)
- Жак де Морган (1892-1897)
- Віктор Лоре (1897-1899)
- Гастон Масперо (1899-1914)
- П'єр Лако (1914-1936)
- Етьєн Дріотон (1936-1952)

### Єгипетські керівники
- Мустафа Амер (1953-1956)
- Аббас Баюмі (1956-1957)
- Мухаррем Камаль (1957-1959)
- Абд ель-Фаттах Хільмі (1959)
- Мохаммед Анвар Шукрі (1960-1964)
- Мохаммед Махді (1964-1966)
- Гамаль Мохтар (1967-1971)

## Організація Єгипетських старожитностей
- Гамаль Мохтар (1971-1977)
- Мохаммед Абд ель-Кадер Мохаммед (1977v1978)
- Шехата Адам (1978-1981)
- Фуад ель-Орабі (1981)
- Ахмед Хадрі (1982-1988)
- Мохаммед Абдель Халім Нур ель-Дін (1988)
- Сайед Тавфік (1989-1990)
- Мохаммед Ібрагім Бакр (1990-1993)

## Вища Рада старожитностей
- Мохаммед Абдель Халім Нур ель-Дін (1993-1996)
- Алі Хассан (1996-1997)
- Габалла Алі Габалла (1997-2002)
- Захі Хавасс (2002-2011)
- Мохамед Абдель Фатта (липень-вересень 2011 р) [8]
- Мустафа Аміне (29 вересня 2011-2013)[9]
- Мохаммад Ібрагім (з 2013 року)

## Міністерство у справах старожитностей
- Абдельфатта аль-Банна (Раніше висунутий)
- Захі Хавасс (2011) [10]